# Rythme alpha

Diagramme de rythme alpha.

Le rythme alpha désigne un rythme cérébral, c'est-à-dire une oscillation électroencéphalographique (EEG) résultant de l'activité électrique du cerveau, dont la fréquence est comprise entre 7,5 et 12,5 Hz.
Le rythme alpha se manifeste lorsque la personne enregistrée éveillée ferme les yeux et se détend. De par leur grande amplitude, les ondes alpha furent les premiers signaux identifiés par l'inventeur de l'EEG, Hans Berger.